# Caroline Cruveillier
Caroline Cruveillier (ur. 23 marca 1998 r. w Istres) – francuska bokserka, wicemistrzyni świata, brązowa medalistka mistrzostw Europy.

## Kariera
W sierpniu 2019 roku zdobyła brązowy medal podczas mistrzostw Europy w Alcobendas w kategorii do 54 kg. W półfinale przegrała z Rumunką Lăcrămioarą Perijoc. W październiku tego samego roku została mistrzynią świata w Ułan Ude, przegrywając w finale z Huang Hsiao-wen reprezentującą Chińskie Tajpej. W półfinale wygrała po wyrównanej walce z Amerykanką Mikiah Kreps.